# Wäinö Kääriäinen
Wäinö Heikki Kääriäinen, född 29 november 1896 i Peltosalmi, död 11 januari 1956 i Idensalmi, var en finländsk häcklöpare, sångare, skådespelare, teaterchef.
Kääriäinen vann guld på 400 meter häck och silver på 110 meter häck vid spartakiaden i Prag 1921 och vann silver på 110 meter häck och 400 meter häck vid spartakiaden i Frankfurt am Main 1925. Kääriäinen var medlem i idrottsförbundet Kuopion Riento 1922–1928. Han inledde sin skådespelarkarriär vid arbetarteatern i Idensalmi och var därefter verksam i Kuopio och Kanada. På 1930-talet emigrerade Wäinö och Aino Kääriäinen från Kanada till Sovjetunionen, där de slog sig ner i Leningrad och senare i Petrozavodsk. När stora terrorn inleddes mot finländarna där, återvände makarna till Finland. Kääriäinen var chef för arbetarteatern i Kuopio 1937–1946.
Som sångare gjorde Kääriäinen åtta skivinspelningar i USA kring år 1930. En del inspelningar gjordes tillsammans med sångerskan Aino Turunen.

## Skivinspelningar
- Tyttöjä mulla on kaksi
- Harvoin näkee (tillsammans med Aino Turunen)
- Kaksi kyyneltä
- Vartioikaa
- Pikku pyhimys (tillsammans med Aino Turunen)
- Saarijärven Liisa
- Toronton tyttöin laulu
- Valkovuokot